# Silver Lake (Californie)
Pour les articles homonymes, voir Silver Lake.
Le lac Silver (en anglais : Silver Lake) est un lac américain dans le comté de Shasta, en Californie. Il est situé à 2 006 mètres d'altitude au sein de la Lassen Volcanic Wilderness, dans le parc national volcanique de Lassen. Il fait partie des lacs Cluster.